# Ataenius stephani
Ataenius stephani är en skalbaggsart som beskrevs av Cartwright 1974. Ataenius stephani ingår i släktet Ataenius och familjen Aphodiidae. Inga underarter finns listade.